# Concurso Rainha Elisabeth
O Concurso Rainha Elisabeth (em neerlandês: Koningin Elisabethwedstrijd, em francês: Concours musical international Reine Élisabeth) é uma competição internacional para músicos iniciantes realizada em Bruxelas. O concurso recebeu o nome em homenagem à   Rainha Elisabeth da Bélgica (1876–1965). É um concurso para violinistas clássicos (desde 1937), pianistas (desde 1938), cantores (1988 até o presente) e violoncelistas (desde 2017).
Também sediou concursos internacionais para  compositores de 1953 a 2012. A padroeira é a Rainha Mathilde da Bélgica.
Desde a sua fundação, é considerada uma das competições mais desafiadores e prestigiadas para instrumentistas. Em 1957, o Concurso Rainha Elisabeth foi um dos membros fundadores da Federação Mundial de Competições Internacionais de Música.
Eugène Ysaÿe, violinista belga, queria criar uma competição musical internacional para jovens que mostrasem suas habilidades completas, mas faleceu antes de poder fazê-lo. A Rainha Elisabeth, padroeira das artes e grande amiga de Ysaÿe, criou a competição em sua memória em 1937.

## Prêmios

### Violino
| Ano  | 1º                  | 2º                  | 3º                 | 4º                            | 5º                   | 6º                     |
| ---- | ------------------- | ------------------- | ------------------ | ----------------------------- | -------------------- | ---------------------- |
| 1937 | David Oistrakh      | Ricardo Odnoposoff  | Elizabeth Gilels   | Boris Goldstein               | Marina Kozolupova    | Mikhail Fichtengolz    |
| 1951 | Leonid Kogan        | Mikhail Vayman      | Elise Cserfalvi    | Theo Olof                     | Alexei Gorokhov      | Hedi Gigler            |
| 1955 | Berl Senofsky       | Julian Sitkovetsky  | Pierre Doukan      | Francine Dorfeuille-Boussinot | Victor Pikayzen      | Alberto Lysy           |
| 1959 | Jaime Laredo        | Albert Markov       | Joseph Silverstein | Vladimir Malinin              | Boris Kouniev        | Georgui Mintchev Badev |
| 1963 | Aleksey Mikhlin     | Semyon Snitkovsky   | Arnold Steinhardt  | Zarius Shikhmurzayeva         | Charles Castleman    | Masuko Ushioda         |
| 1967 | Philippe Hirschhorn | Stoïka Milanova     | Gidon Kremer       | Roman Nodel                   | Hidetaro Suzuki      | Jean-Jacques Kantorow  |
| 1971 | Miriam Fried        | Andrey Korsakov     | Hamao Fujiwara     | Ana Chumachenco               | Edith Volckaert      | Joshua Epstein         |
| 1976 | Mikhaïl Bezverkhny  | Irina Medvedeva     | Dong-Suk Kang      | Grigori Zhislin               | Shizuka Ishikawa     |                        |
| 1980 | Yuzuko Horigome     | Peter Zazofsky      | Takashi Shimizu    | Ruriko Tsukahara              | Mihaela Martin       |                        |
| 1985 | Hu Nai-yuan         | Ik-hwan Bae         | Henry Raudales     | Hu Kun                        | Mi Kyung Lee         |                        |
| 1989 | Vadim Repin         | Akiko Suwanai       | Evgeny Bushkov     | Erez Ofer                     | Ulrike-Anima Mathé   |                        |
| 1993 | Yayoi Toda          | Liviu Prunaru       | Keng-Yuen Tseng    | Martin Beaver                 | Natalia Prischepenko |                        |
| 1997 | Nikolaj Znaider     | Albrecht Breuninger | Kristóf Baráti     | Andrew Haveron                | Natsumi Tamai        |                        |
| 2001 | Baiba Skride        | Kam Ning            | Barnabás Kelemen   | Alina Pogostkin               | Ning Feng            |                        |
| 2005 | Sergey Khachatryan  | Yossif Ivanov       | Sophia Jaffé       | Saeka Matsuyama               | Mikhail Ovrutsky     |                        |
| 2009 | Ray Chen            | Lorenzo Gatto       | Ilian Gârnet       | Suyoen Kim                    | Nikita Borisoglebsky |                        |
| 2012 | Andrey Baranov      | Tatsuki Narita      | Hyun Su Shin       | Esther Yoo                    | Tseng Yu-Chien       |                        |
| 2015 | Lim Ji-young        | Oleksii Semenenko   | William Hagen      | Tobias Feldmann               | Stephen Waarts       |                        |
| 2019 | Stella Chen         | Timothy Chooi       | Stephen Kim        | Shannon Lee                   | Júlia Pusker         |                        |
| 2024 | Dmytro Udovychenko  | Joshua Brown        | Elli Choi          | Kevin Zhu                     | Julian Rhee          | Minami Yoshida         |

### Piano
| Ano  | 1º                      | 2º                             | 3º                        | 4º                   | 5º                   | 6º            |
| ---- | ----------------------- | ------------------------------ | ------------------------- | -------------------- | -------------------- | ------------- |
| 1938 | Emil Gilels             | Mary Johnstone (Moura Lympany) | Jakov Flier               | Lance Dossor         | Nibya Mariño Bellini |               |
| 1952 | Leon Fleisher           | Karl Engel                     | Maria Tipo                | Frans Brouw          | Laurence Davis       |               |
| 1956 | Vladimir Ashkenazy      | John Browning                  | Andrzej Czajkowski        | Cécile Ousset        | Lazar Berman         |               |
| 1960 | Malcolm Frager          | Ronald Turini                  | Lee Luvisi                | Alice Mitchenko      | Gábor Gabos          |               |
| 1964 | Evgeny Mogilevsky       | Nikolai Petrov                 | Jean-Claude Vanden Eynden | Anton Kuerti         | Richard Syracuse     |               |
| 1968 | Ekaterina Novitskaya    | Valère Kamychov                | Jeffrey Siegel            | Semion Kroutchine    | André De Groote      |               |
| 1972 | Valery Afanassiev       | Jeffrey Swann                  | Joseph Alfidi             | David Lively         | Svetlana Navasardyan |               |
| 1975 | Mikhaïl Faerman         | Stanislav Igolinsky            | Youri Egorov              | Larry Michael Graham | Sergueï Iuchkevitch  |               |
| 1978 | Abdel Rahman El Bacha   | Gregory Allen                  | Brigitte Engerer          | Alan Weiss           | Douglas Finch        |               |
| 1983 | Pierre-Alain Volondat   | Wolfgang Manz                  | Boyan Vodenitcharov       | Daniel Blumenthal    | Eliane Rodrigues     |               |
| 1987 | Andrei Nikolsky         | Akira Wakabayashi              | Rolf Plagge               | Johan Schmidt        | Ikuyo Nakamichi      |               |
| 1991 | Frank Braley            | Stephen Prutsman               | Brian Ganz                | Hae-sun Paik         | Alexander Melnikov   |               |
| 1995 | Markus Groh             | Laura Mikkola                  | Giovanni Bellucci         | Yuliya Gorenman      | Jong Hwa Park        |               |
| 1999 | Vitaly Samoshko         | Alexander Ghindin              | Ning An                   | Shai Wosner          | Roberto Cominati     |               |
| 2003 | Severin von Eckardstein | Wen-Yu Shen                    | ()                        | Roberto Giordano     | Kazumasa Matsumoto   |               |
| 2007 | Anna Vinnitskaya        | Plamena Mangova                | Francesco Piemontesi      | Ilya Rashkovsky      | Lim Hyo-Sun          |               |
| 2010 | Denis Kozhukhin         | Evgeni Bozhanov                | Hannes Minnaar            | Yury Favorin         | Kim Tae-Hyung        |               |
| 2013 | Boris Giltburg          | Rémi Geniet                    | Mateusz Borowiak          | Stanislav Khristenko | Zhang Zuo            | Andrew Tyson  |
| 2016 | Lukáš Vondráček         | Henry Kramer                   | Alexander Beyer           | Chi-Ho Han           | Aljoša Jurinić       | Alberto Ferro |
| 2021 | Jonathan Fournel        | Sergei Redkin                  | Keigo Mukawa              | Tomoki Sakata        | Vitaly Starikov      | Dmitry Sin    |
| 2025 | Nikola Meeuwsen         | Wataru Hisasue                 | Valère Burnon             | Arthur Hinnewinkel   | Masaya Kamei         | Sergey Tanin  |

### Voz / Canto
| Ano  | 1º                   | 2º                     | 3º                          | 4º                 | 5º                      |
| ---- | -------------------- | ---------------------- | --------------------------- | ------------------ | ----------------------- |
| 1988 | Aga Wińska           | Jeanette Thompson      | Huub Claessens              | Jacob Will         | Yvonne Schiffelers      |
| 1992 | Thierry Félix        | Reginaldo Pinheiro     | Wendy Hoffman               | Regina Nathan      | Cristina Gallardo-Domâs |
| 1996 | Stephen Salters      | Ana Camelia Ștefănescu | Eleni Matos                 | Mariana Zvetkova   | Ray Wade                |
| 2000 | Marie-Nicole Lemieux | Marius Brenciu         | Olga Pasichnyk              | Pierre-Yves Pruvot | Lubana Al Quntar        |
| 2004 | Iwona Sobotka        | Hélène Guilmette       | Shadi Torbey                | Teodora Gheorghiu  | Diana Axentii           |
| 2008 | Szabolcs Brickner    | Isabelle Druet         | Bernadetta Grabias          | Anna Kasyan        | Yury Haradzetski        |
| 2011 | Haeran Hong          | Thomas Blondelle       | Elena Galitskaya            | Anaïk Morel        | Konstantin Shushakov    |
| 2014 | Sumi Hwang           | Jodie Devos            | Sarah Laulan                | Yu Shao            | Hera Hyesang Park       |
| 2018 | Samuel Hasselhorn    | Eva Zaïcik             | Ao Li                       | Rocío Pérez        | Héloïse Mas             |
| 2023 | Taehan Kim           | Jasmin White           | Julia Muzychenko-Greenhalgh | Floriane Hasler    | Inho Jeong              |

### Violoncelo
| Year | 1st                      | 2nd          | 3rd                  | 4th             | 5th          |
| ---- | ------------------------ | ------------ | -------------------- | --------------- | ------------ |
| 2017 | Victor Julien-Laferrière | Yuya Okamoto | Santiago Cañón       | Aurélien Pascal | Ivan Karizna |
| 2022 | Hayoung Choi             | Chen Yibai   | Marcel Johannes Kits | Oleksiy Shadrin | Petar Pejcic |

### Composição
| Ano  | Categoria                                     | 1º                        | Obra                                      |
| ---- | --------------------------------------------- | ------------------------- | ----------------------------------------- |
| 1953 | Composição para orquestra sinfônica           | Michał Spisak             | Serenade                                  |
| 1957 | Composição para orquestra sinfônica           | Orazio Fiume              | Concerto para orchestra                   |
| 1957 | Composição para orquestra chamber             | Michał Spisak             | Concerto giocoso                          |
| 1961 | Composição para orquestra sinfônica           | Albert Delvaux            | Sinfonia burlesca                         |
| 1961 | Composição para orquestra chamber             | Giorgio Cambissa          | Concerto per ochestra da camera n. 3      |
| 1965 | Composição para orquestra sinfônica           | Rudolf Brucci             | Synfonia lesta                            |
| 1965 | Composição para orquestra sinfônica e violino | Wilhelm Georg Berger      | Concert                                   |
| 1969 | Composição para orquestra sinfônica           | Nicolae Beloiu            | Symphonie en deux mouvements              |
| 1969 | Composição para orquestra sinfônica e piano   | Ray E. Luke               | Concerto for piano                        |
| 1977 | Composição para orquestra sinfônica           | Hiro Fujikake             | Rope Crest                                |
| 1977 | Composition for string quartet                | Akira Nishimura           | Heterophony                               |
| 1982 | Composição para orquestra sinfônica           | John Weeks                | Five Litanies for Orchestra               |
| 1991 | Composição                                    | Tristan-Patrice Challulau | Ne la città dolente                       |
| 1993 | Composição                                    | Piet Swerts               | Zodiac                                    |
| 1995 | Composição                                    | John Weeks                | Requiescat                                |
| 1997 | Composição                                    | Hendrik Hofmeyr           | Raptus                                    |
| 1999 | Composição                                    | Uljas Pulkkis             | Tears of Ludovico                         |
| 2001 | Composição                                    | Søren Nils Eichberg       | Qilaatersorneq                            |
| 2002 | Composição                                    | Ian Munro                 | Piano Concerto Dreams                     |
| 2004 | Composição                                    | Javier Torres Maldonado   | Obscuro Etiamtum Lumine                   |
| 2006 | Composição                                    | Miguel Gálvez-Taroncher   | La luna y la muerte                       |
| 2008 | Composição                                    | Cho Eun-hwa               | Agens                                     |
| 2009 | Composição                                    | Jeon Minje                | Target                                    |
| 2011 | Composição                                    | Kenji Sakai               | Concerto pour violon et orchestre         |
| 2012 | Composição                                    | Michel Petrossian         | In the wake of Ea pour piano et orchestre |